# Jeroen Mooren
Jeroen Mooren (Nimega, 30 de julio de 1985) es un deportista neerlandés que compitió en judo. Ganó dos medallas de bronce en el Campeonato Europeo de Judo, en los años 2010 y 2012.

## Palmarés internacional
| Campeonato Europeo | Campeonato Europeo  | Campeonato Europeo | Campeonato Europeo |
| Año                | Lugar               | Medalla            | Categoría          |
| ------------------ | ------------------- | ------------------ | ------------------ |
| 2010               | Viena (Austria)     | Medalla de bronce  | –60 kg             |
| 2012               | Cheliábinsk (Rusia) | Medalla de bronce  | –60 kg             |